# 成田興史
成田 興史（なりた たつし、1942年（昭和17年）3月9日 - 2014年（平成26年）2月23日）は、日本の英米文学者。 名古屋市立大学名誉教授。

## 経歴
- 1942年 - 愛知県名古屋市出身。
- 1964年 - 南山大学文学部英文科卒、
- 1967年 - 上智大学大学院英文科修士課程修了。名古屋学院大学経済学部助手。
- 1968年 - 専任講師。
- 1970年 - 南山大学大学院博士課程単位取得満期退学。
- 1973年 - 名古屋市立大学教養部専任講師。
- 1975年 - 助教授。
- 1991年 - 教授。
- 1992年 - 人文社会学部教授。
- 2007年 - 名誉教授。
- 2014年2月23日午後4時46分 - 名古屋市の病院で死去。71歳没。叙正四位、瑞宝中綬章追贈[2]。

## 著書
- 『T・S・エリオットの比較文化的研究』晃学出版、1996
- 『アメリカ文化論の試み アメリカ文学と比較文化(異文化論・多文化主義)の視座から』晃学出版、2001
- T.S.Eliot and His Youth as"a Literary Columbus" 晃学出版、2011
- T.S. Eliot the World Fair of St. Louis and "Autonomy" 晃学出版、2013

## 編
- 『英米文学・英米文化試論 太平洋横断アメリカン・スタディーズの視座から』編 晃学出版、2007

## 論文・報文
- 成田興史「エリオットのドライデン論--ジャンルの混淆をめぐって」『名古屋学院大学論集』第13号、名古屋学院大学産業科学研究所、1968年3月、277-293頁、NAID 40002772566。
- 成田興史「エリオットのフィリピン会場見物--もう一つの新事実」『名古屋市立大学教養部紀要 人文社会研究』第29号、名古屋市立大学教養部、1985年3月、p33-46、ISSN 03891356、NAID 40002778240。
- 成田興史「2. エリオットの習作「昔は王様」について(研究発表第十室,日本英文学会第62回大会報告)」『英文学研究』第67巻第2号、日本英文学会、1991年、289頁、doi:10.20759/elsjp.67.2_289_1、ISSN 0039-3649、NAID 110008157553。
- 成田興史, 山本浩「発信型英語教育とそのソフト開発」『名古屋市立大学教養部紀要 人文社会研究』第39号、名古屋市立大学教養部、1994年3月、39-51頁、ISSN 03891356、NAID 40002778059。
- 成田興史「4. T.S.エリオットの異文化コネクション : 習作「昔は王様」とユニテリアニズム(日本英文学会第70回大会報告)」『英文学研究』第75巻第2号、日本英文学会、1998年、336-337頁、doi:10.20759/elsjp.75.2_336_2、ISSN 0039-3649、NAID 110008158177。
- 成田興史「T.S.エリオットの習作短編"The Birds of Prey"--コメンタリー」『名古屋市立大学人文社会学部研究紀要』第13巻、名古屋市立大学、2002年11月、99-115頁、ISSN 13429310、NAID 110000032161。
- 成田興史「「太平洋横断英米文学」の視座をさぐる--若き日のT.S.エリオットを軸に」『大会proceedings』第78巻、日本英文学会、2006年5月、86-88頁、NAID 40016069031。
- 「定年退職教員略歴・業績一覧 成田興史教授」『名古屋市立大学大学院人間文化研究科人間文化研究』第6号、名古屋市立大学大学院人間文化研究科、2006年12月、195-201頁、ISSN 13480308、NAID 40015314580。

## 参考
- 成田興史氏死去[リンク切れ]